# Liebfrauen Schiffleut und Salzfertiger-Bruderschaft

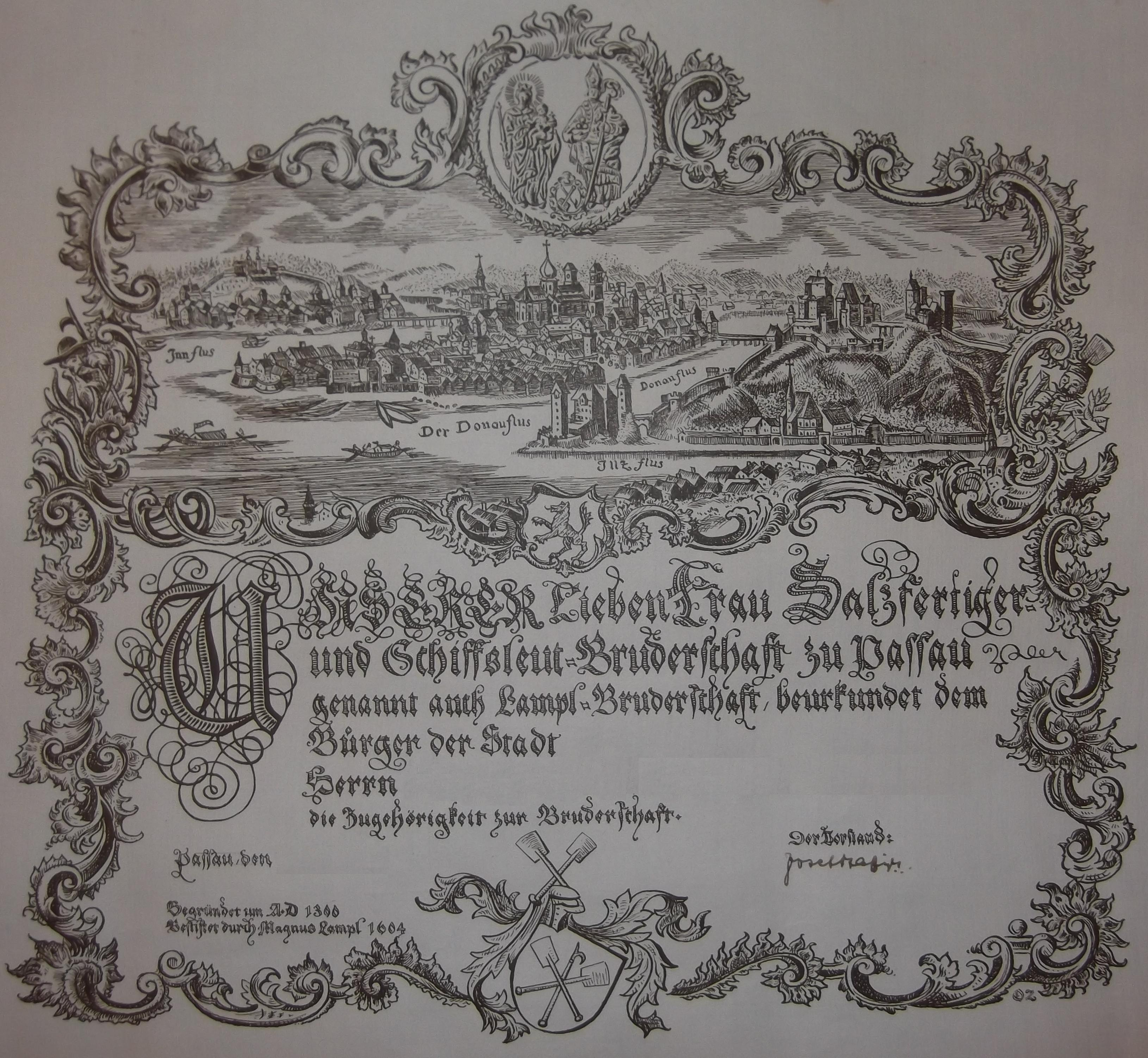
Mitgliedsurkunde

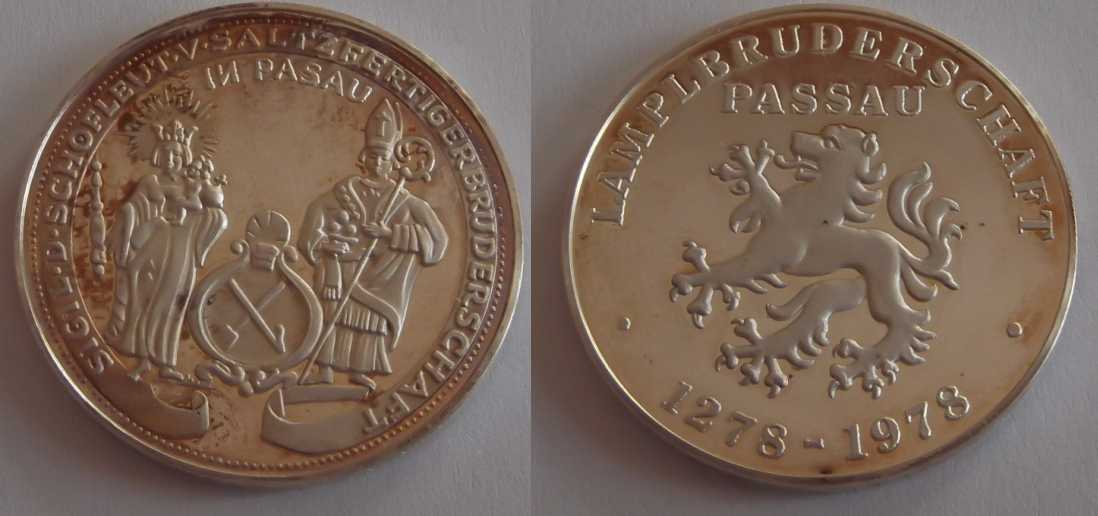
Münze geprägt anlässlich der 700-Jahr-Feier 1978

Die Liebfrauen Schiffleut und Salzfertiger-Bruderschaft (besser bekannt als Lamplbruderschaft) in Passau ist die älteste noch bestehende deutsche Bürgervereinigung. Sie wurde vor über 700 Jahren gegründet, um armen und bedürftigen Passauer Bürgern zu helfen. Die Lamplbruderschaft ist auch der älteste noch bestehende Stammtisch Deutschlands.

## Geschichte
Die Unser Lieben Frau Salzfertiger- und Schiffsleut-Zeich (Zeich steht mittelalterlich für Bruderschaft) wurde erstmals 1306 urkundlich erwähnt. Fürstbischöfliche Erlasse von Handwerksverordnungen legen eine Gründung um die Zeit 1270 bis 1280 nahe.
Der Name Lamplbruderschaft geht zurück auf Magnus Lampl, der am 3. Juli 1604 für die Bruderschaft eine Stiftung von 20 Gulden einrichtete. 1422 wurde das Zechbuch angelegt und 1446/48 im Hirschwirtsgassl in Passau ein Zechhaus erworben. Ab 1497 erfolgten liturgische Stiftungen an die Kirche von Niedernburg, 1530 wurde eine Zunftlade mit Urkunden und Rechnungsbuch angeschafft. Auch für die Jahre um 1579, 1630, 1678, 1761 und um 1800 sind im Stadtarchiv Passau weitere Belege über die Existenz der Bruderschaft vorhanden. Ab 1840 findet der Name Lamplbruderschaft Verwendung. 1852 findet das erste Fröhliche Mahl statt, zu dem sich die Lamplbrüder ab diesem Zeitpunkt alle sieben Jahre treffen. Erst im 18. Jahrhundert wurde aus der Berufsorganisation der Flussschiffleute, Salzarbeiter und -händler eine Bürgervereinigung mit dem Ziel, der gesamten Passauer Bevölkerung in Notsituationen zur Seite zu stehen. Die Neuaufnahme in die Bruderschaft bedarf der Fürsprache eines Lamplbruders, der das neue Mitglied zur Aufnahme vorschlägt.
Im Oberhausmuseum werden Kerzenstangen, Fahne, Sammelbüchse, Siegel und Bahrtuchschilder der Bruderschaft gezeigt.

## Soziales Engagement
Die Bruderschaft hat sich – zuerst als Berufsorganisation und später für alle Passauer Bürger – seit Anfang an zum Ziel gesetzt, notleidende Passauer zu unterstützen. So konnten in den Jahren 2008 bis 2013 insgesamt 133.850 Euro an Bedürftige weitergeleitet werden. Die Auswahl der Empfänger erfolgt aufgrund Vorgaben der Passauer Pfarreien und des Sozialamts.

## Lamplbrüder
Nach Satzung soll die Mitgliederzahl nicht höher als 140 sein. Eine Mitgliedschaft ist möglich für Männer, die bereits mehrere Jahre in Passau wohnen oder arbeiten sowie dem Gemeinwohl der Passauer Bürgerschaft dienten. Eine Mitgliedschaft wird nicht beantragt, sondern vom Vorstand dem potentiellen Mitglied angetragen. Mitglieder haben ein zu begründendes Vorschlagsrecht.
Aktuelle und verstorbene Lamplbrüder mit eigenem Wikipedia-Artikel sind bzw. waren:
- Max Absmeier
- Isidor Baumgartner
- Egon Boshof
- Alfred Dick
- Axel Diekmann
- Jürgen Dupper
- Franz Xaver Eder
- Gebhard Glück
- Egon Johannes Greipl
- Otto Happel
- Gustav Haydn
- Anton Hochleitner[6]
- Antonius Hofmann
- Hans Hösl
- Max Huber[6]
- Richard Loibl
- Franz Mader
- Max Matheis
- Karl Mühlek
- Robert Muthmann
- Karl-Heinz Pollok
- Willi Schmöller
- Walter Schweitzer
- Carl Sittler
- Franz Staudt
- Franz Stockbauer
- Gerhard Waschler
- Hanns Egon Wörlen
- Albert Zankl
- Otto Zirnbauer
- Eberhard Zizlsperger

Der Jahresbericht 2013 wies 136 Mitglieder aus.